# ميغيل بيتانكورت
ميغيل بيتانكورت هو رسام إكوادوري، ولد في 5 يناير 1958 في كيتو في الإكوادور.

## وصلات خارجية
- الموقع الرسمي